# La Feminista
La Feminista fou una mutualitat catalana creada a Palafrugell el 3 de febrer del 1905 per iniciativa de 63 palafrugellenques interessades a donar cobertura als possibles problemes de salut de les associades. A partir de la fusió amb altres societats l'any 1914, no se'n disposa de gaire més dades.
La informació que en tracta més significativament prové de documentació dipositada a l'Arxiu Municipal de Palafrugell i rebé cobertura, especialment el seu llibre d'actes, en un article que va ser publicat el 2013 al número 42 de la Revista del Baix Empordà.

## L'organització sanitària
A Espanya l'any 1822 es va publicar la Llei de Beneficència, l'any 1834 es van abolir els gremis i el 1839 es permetia la lliure associació de societats professionals enfocades a l'auxili mutu fet que suplia en part, la caritat religiosa. L'any 1887 es va crear la Llei d'Associacions motiu pel qual a Espanya hi va haver 663 societats d'aquests tipus i l'any 1904 van arribar fins a 1.271. L'any 1900 s'implanta l'anomenada Llei Dato que establia la responsabilitat dels empresaris a tenir cura dels accidents laborals dels seus obrers i regulava el treball femení i infantil. Va ser el creador del Ministeri de treball, legislant sobre els accidents en el treball i sobre l'ascens en la magistratura
per antiguitat.
Sota el regnat d'Alfons XIII i propiciat per Antonio Maura, l'any 1908 es crea a l'Estat espanyol l'Instituto Nacional de Previsión (INP) (Llei de 27/2/1908). L'assistència va fer un nou canvi quan l'any 1942 s'implanta el "Seguro Obligatorio de Enfermedad" (SOE).
A Palafrugell hi havia hagut fins a vuit societats de socors entre elles La Concórdia (1846) La Protectora (1863) La Auxiliadora (1879) i La Fraternal. “Unión Palafrugellense de Socorros Mutuos”. La Previsión obrera (1917) que va ser fruit de la fusió de la Protectora i La Unión Palafrúgellense i, la "Protectora Llofrinense" en funcionament fins al mes de desembre de l'any 1974. Santiago Hernández en el seu llibre presenta una crónica d'aquestes societats.

## Acta de fundació
La primera acta fundacional de “La Feminista” data del dia 3 de febrer de l'any 1905 i nou anys després, el dia 2 de febrer de l'any 1914 els membres de la “Unión palafrugellense”acorden designar una comissió per gestionar la fusió de les diverses entitats de Socors que hi havia a la vila. El Baix Empordà del 31/1/1916 ens fa saber que es van reunir les juntes directives de “La Unió palafrugellense”, “La Nueva Concordia “, La Protectora” i “La Igualdad” amb l'objectiu de consolidar-se com a una única germandat que va ser presidida per Joan Cantenys, no esmenta l'adhesió de “La Feminista” i per no disposar de més informació específica es donà per acabada la trajectòria com a entitat independent.

## Organització administrativa i funcional de la societat
La consulta del llibre d'actes de la Feminista ens permet saber quelcom de la dinàmica del seu funcionament.
1. Els Estatuts: En la primera acta fundacional datada del 3 de febrer de l'any 1905,consta que els Estatuts van ser redactats pel senyor Petit i es basaven, a excepció d'alguns capítols, amb el contingut dels Estatuts de la “Unión palafrugellense “ (1886)
2. Junta directiva i associades: la Junta directiva estava formada per la presidenta, vicepresidenta, secretària, vicesecretària, recaptadora, tresorera i tres vocals, també hem vist que a vegades hi havia una auxiliar recaptadora que potser depenia del nombre d'associades. Cada sis mesos eren reemplaçades la meitat dels membres de la Junta. Tot que consta a les actes el nom de les directives, no s'ha enregistrat perquè la llista és molt llarga. L'any 1908 hi havia 164 associades.
3. Periodicitat de les reunions: Les assemblees se celebraven semestralment, però també se'n convocaven d'extraordinàries quan s'havien de resoldre assumptes urgents que necessitaven l'aprovació de la majoria d'associades. A cada reunió semestral la de juny i desembre es renovaven la meitat dels seus membres.
4. Lloc i horari de les reunions: L'entitat no disposava de local propi, per la qual cosa s'havien fet reunions a: centre Fraternal, “Centro Obrero” al carrer de les Ànimes núm. 15, al Saló de Plens de l'Ajuntament i al “Café Oriente”. Les reunions eren convocades entre les dues i les quatre de la tarda, les dones que tenien comerç els havia d'anar bé l'horari però les treballadores del suro potser possiblement no perquè segons Marcel·li Audivert,[6] en aquest horari estaven a dins la fàbrica i, per altra banda, era un col·lectiu molt nombrós, es considera que un 50% de 2.580 treballadors de can Mario eren dones.
5. Vots a favor i en contra: Després que la presidenta hagués exposat el tema a decidir, s'obria un torn de paraules i finalment es feia una votació emprant voles negres i blanques que possiblement eren dipositades a una espècie d'urna. Les blanques significaven el vot afirmatiu i, les negres, el negatiu. El desembre de l'any 1907 es va fer una votació per si es volia o no contractar a un metge, va haver-hi 31 boles blanques i 52 de negres.
6. Convocatòria de reunió i avisos: és probable que no es donessin cita amb sis mesos d'antelació per això hem vist que la “Unión palafrugellense” tenia avisadors i també repartidors que entre altres funcions eren els encarregats de portar els diners al domicili de les persones malaltes.
7. Noves sòcies. A les assemblees es proposaven a les noves sòcies, que havien de complir el requisit de tenir bona salut en el moment d'ingressar a la societat de Socors, es va donar algun cas que la candidata sovint malaltejava i en principi tenien l'inconvenient de no poder-li demanar un certificat mèdic perquè els Estatuts no ho preveien, resolien la situació mitjançant la votació de les afiliades, perquè en tractar-se d'una Vila relativament petita tothom es coneixia. Diferencia substancial amb el sistema sanitari actualitat que la cobertura sanitària és universal. S'ha vist que a totes les reunions semestrals hi havia moviments d'altes i baixes de les associades i en una ocasió es van desdir de ser sòcies 80 dones i el mateix dia se'n van enregistrar deu de noves.
8. Recaptació de quotes: Les associades anaven al domicili de la tresorera per abonar la mensualitat que era cada primer diumenge de mes de 9 a 12. Els diners, abans de portar-los al Banc, els guardaven dins d'una caixa tancada amb tres panys. Una sòcia en la reunió del mes de juny de l'any 1919 comenta que amb tres rals no es pot viure que s'hauria de cobrar una pesseta. Cada any a la darrera reunió del mes de desembre es presentava el balanç de comptes i el dia 29 de desembre del 1907 consten uns ingressos de 3.234,85 pessetes i les despeses van ser de 3146,50, el dia 26 de desembre 1909 la recaptació va ser de 2.773,5 ptes i les despeses de 2.717 ptes i l'any 1920 el total obtingut va ser de 2.589,20 pessetes i les despeses van pujar a 2.525,15 ptes.
9. Defunció d'una associada: Disposaven d'un servei de vetlla que havia d'estar indicat pel metge i quan es moria una germana, així s'anomenaven entre elles, cada una de les associades, havia de lliurar el primer diumenge del mes de la defunció, 10 cèntims a la família, si no ho feia tenia una multa del mateix import.
10. Expulsions: Les associades podien deixar de ser membres de l'entitat en el supòsit que no paguessin la quota mensual, o per fer-se passar per malaltes i no estar-ne. Es van fer denúncies a algunes bonificades que estaven de baixa perquè les havien enxampat comprant al mercat o entrant llenya des del carrer fins al pati de casa seva. Fins i tot, a una d'elles, l'havien vist llaurant el camp.

## Infermeres

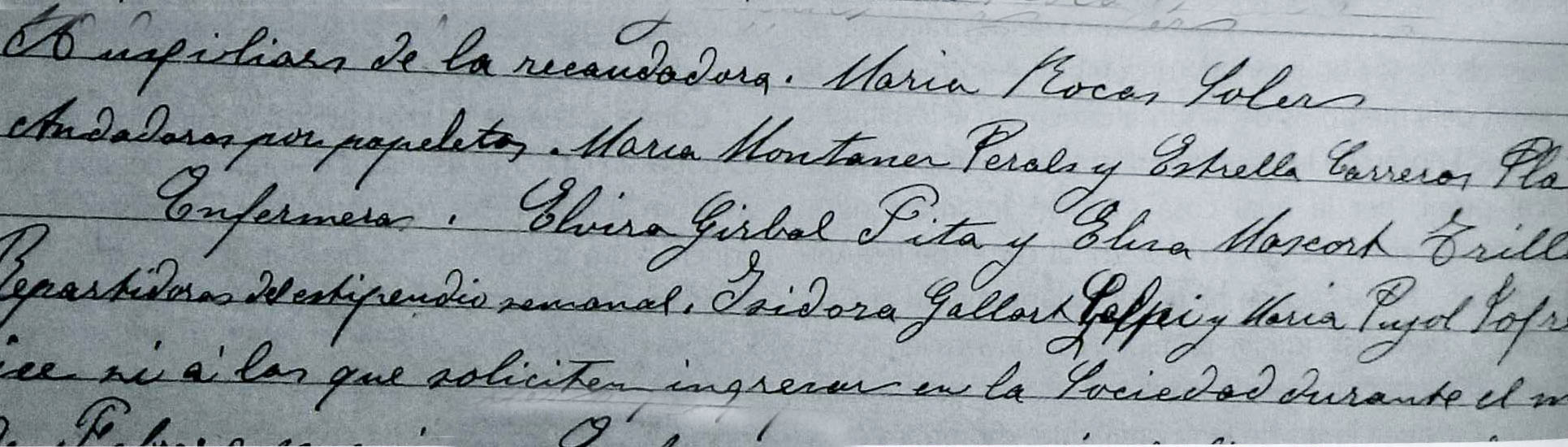
Fragment del llibres d'actes de l'any 1905 on hi consten les infermeres, Arxiu Municipal de Palafrugell

L'any 1905 consta que l'entitat disposava de dues infermeres, Elvira Giralt Fita i Elisa Mascort Trilla que vivia al carrer de d'Independència núm. 30 i disposaven de banyeres per cedir-les a malalts i familiars. En una ocasió s'esmenta que l'infermera havia anat al domicili de la malalta, possiblement per fer-li alguna cura o valorar el seu estat de salut. L'associada podia cobrar a partir del cinquè dia de malaltia. Segons dades de la Nova Concòrdia, que s'havien pagat despeses per haver estat assistit un malalt a la “Quinta la Salut La Alianza”.

## Fusió amb la “Previsión Obrera”
Segons consta en l'acta del 6 de març de l'any 1921, es va lliurar un comunicat a “La Feminista” proposant-li crear una unió amb les altres societats perquè als malalts no els manqués res. Els lliuren el reglament i pregunten si estan disposades a pagar set rals, van respondre afirmativament. El dia 3 de juliol de l'any 1921 la “Sociedad de Socorros Mutuos” que especifica “Lea la Feminista”, convoca una reunió a la casa de la Vila i el dia 12 d'octubre de l'any 1921 queda constituïda la fusió.